# Aimé Kergueris
Pour les articles homonymes, voir Kergueris.
Aimé Kergueris est un homme politique français, né le 3 juin 1940 à Plouhinec (Morbihan).
Après avoir été membre du PR, composante de l'UDF jusqu'en 1997, il rejoint les rangs de Démocratie libérale après la séparation de ce parti de l'UDF. En 2002, avec son parti, il rejoint finalement l'Union pour un mouvement populaire.

## Biographie
Agriculteur de profession, il entre en politique en 1971, à l'âge de 31 ans, en devenant maire de Plouhinec, sa commune natale. Il occupera ce poste pendant 24 ans, jusqu'en 1995.
En 1973, il est élu conseiller général du Canton de Port-Louis. Il devient vice-président du Conseil général du Morbihan en 1994 et le reste jusqu'à 2011.
En 1978, il se présente aux élections législatives comme suppléant de Christian Bonnet dans la 2e circonscription du Morbihan. Il entre pour la première fois à l'Assemblée nationale le 6 mai 1978, pour la VIe législature, à la suite de la nomination de ce dernier au gouvernement.
En 1981, il se retrouve à nouveau élu comme suppléant de Christian Bonnet. C'est l'élection de celui-ci au Sénat en 1983 qui lui permettra de retrouver les bancs de l'Assemblée nationale pour la fin de la VIIe législature après avoir remporté une élection législative partielle le 18 décembre 1983.
En 1986, il est réélu député du Morbihan à la faveur du scrutin proportionnel. Il sera depuis régulièrement réélu dans la 2e circonscription du Morbihan.
Ainsi, le 16 juin 2002, il est à nouveau élu député pour la XIIe législature (2002-2007). Ce fut son septième et dernier mandat parlementaire. Il siège alors dans le groupe UMP. Il ne se représente pas en 2007 et échoue à faire élire son suppléant, Jean-Michel Belz, maire de Quiberon.
Il est membre du groupe d'études sur le problème du Tibet de Assemblée nationale.
En mars 2011, il décide de ne pas se représenter pour le poste de conseiller général du Canton de Port-Louis.

## Mandats
Député
- 06/05/1978 - 22/05/1981 : député du Morbihan (en remplacement de Christian Bonnet, nommé ministre)
- 19/12/1983 - 01/04/1986 : député du Morbihan (en remplacement de Christian Bonnet, élu au Sénat)
- 02/04/1986 - 14/05/1988 : député du Morbihan
- 06/06/1988 - 01/04/1993 : député de la deuxième circonscription du Morbihan
- 02/04/1993 - 21/04/1997 : député de la deuxième circonscription du Morbihan
- 01/06/1997 - 18/06/2002 : député de la deuxième circonscription du Morbihan
- 19/06/2002 - 20/06/2007 : député de la deuxième circonscription du Morbihan[5]

Conseiller général
- 01/10/1973 - 25/03/1979 : membre du Conseil général du Morbihan
- 26/03/1979 - 17/03/1985 : membre du Conseil général du Morbihan
- 18/03/1985 - 02/10/1988 : vice-président du Conseil général du Morbihan
- 03/10/1988 - 29/03/1992 : membre du Conseil général du Morbihan
- 30/03/1992 - 27/03/1994 : membre du Conseil général du Morbihan
- 28/03/1994 - 22/03/1998 : vice-président du Conseil général du Morbihan
- 23/03/1998 - 18/03/2001 : vice-président du Conseil général du Morbihan
- 19/03/2001 - 2011 : vice-président du Conseil général du Morbihan

Conseiller municipal / Maire
- 14/03/1971 - 19/03/1977 : Maire de Plouhinec (Morbihan)
- 20/03/1977 - 13/03/1983 : Maire de Plouhinec
- 14/03/1983 - 19/03/1989 : Maire de Plouhinec
- 20/03/1989 - 18/06/1995 : Maire de Plouhinec